# Himmelchen

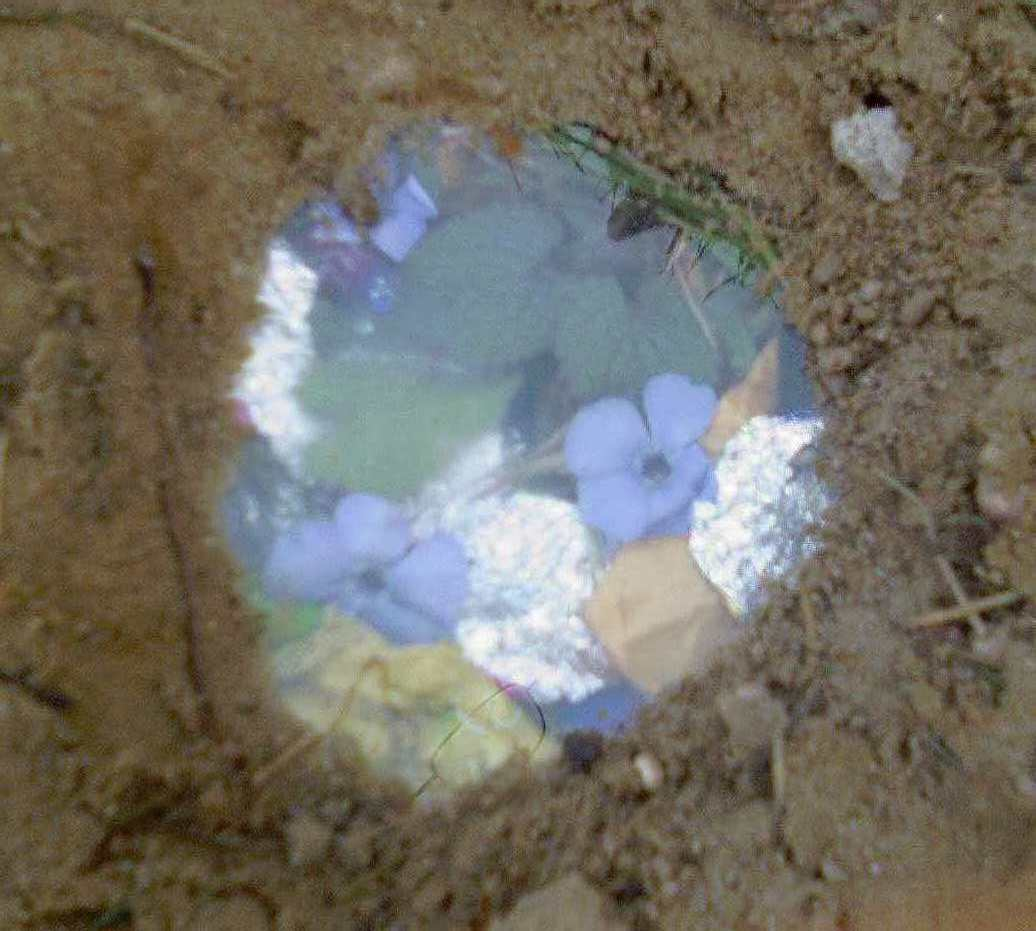
Draufsicht auf das Himmelchen

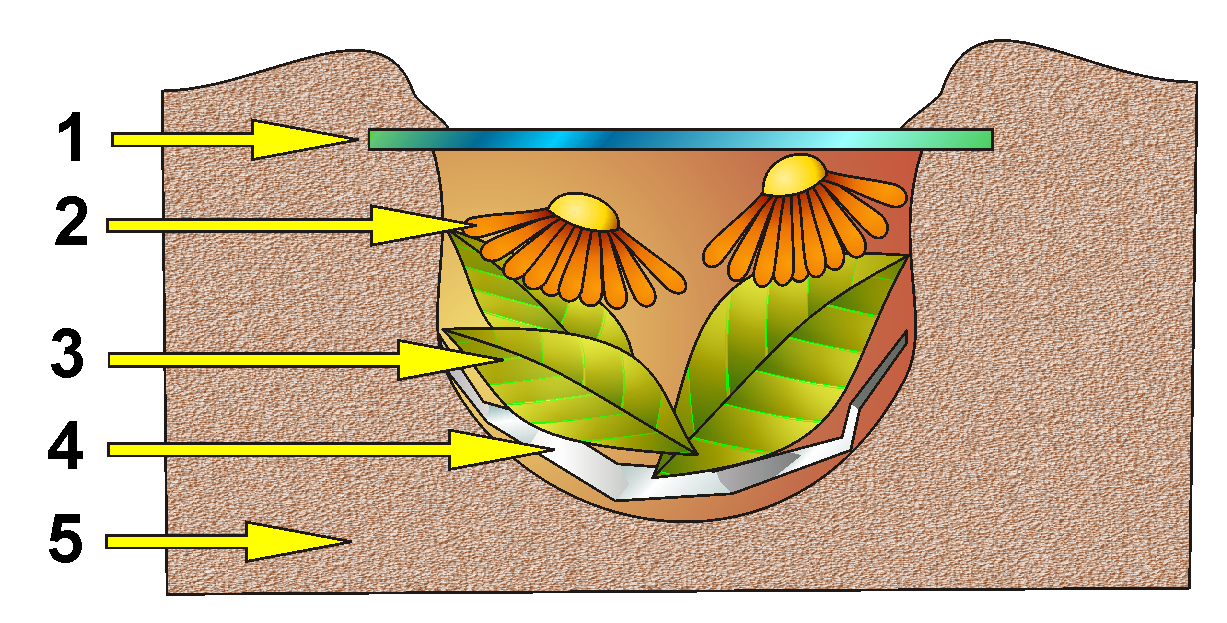
Schema: 1-Glas; 2-Blumen; 3-Blätter; 4-Alufolie; 5-Erde

Himmelchen  (poln. niebko, widoczek, sekret, aniołek – Himmelchen, Ansicht, Geheimnis, Engelchen) ist ein in der zweiten Hälfte des zwanzigsten Jahrhunderts aufgekommenes kreatives Kinderspiel. Es wurde hauptsächlich in Polen und der ehemaligen Sowjetunion gespielt, vor allem in Großstädten.

## Durchführung
Das Spiel besteht darin, eine Art Collage zu erstellen. Dazu wird auf dem Boden, in der Regel an einem abgelegenen Ort, z. B. den Ecken des Hofes oder Schulhofes, ein kleiner Hohlraum geschaffen, in dem das Kind mit verschiedenen kleinen Gegenständen ein visuelles Thema gestaltet. Dann wird es mit einem Stück Glas abgedeckt und im Boden eingefasst. Die verwendeten Elemente sind in der Regel kleine Blüten, Blätter, Perlen, Stücke von farbigen Folien oder Verpackungen. Der Betrachter, der als einzige Person exklusiv eingeweiht wird um das Versteck zu sehen, musste, um den Teil der Oberfläche der Erde zu säubern, manchmal seinen eigenen Speichel verwenden.

### Wirkung
Die Farbkomposition in der Vertiefung im Boden, die sich wie zufällig durch die Anlage ergibt und dann durch das dünne Glas besehen, erzielt die Wirkung eines lebendigen, oft überraschenden Kontrastes zu seiner Umgebung. Das Spiel war besonders beliebt bei den Stadtkindern in einer Zeit, als das Fernsehen noch nicht weit verbreitet war und Computerspiele noch nicht existierten. Es gab den Kindern die Möglichkeit des künstlerischen Schaffens, erhöht durch Attraktivität ein Geheimnis geschaffen zu haben, was nur mit Eingeweihten geteilt werden konnte.